# Acinopterus smidtii
Acinopterus smidtii är en insektsart som beskrevs av Turton 1802. Acinopterus smidtii ingår i släktet Acinopterus och familjen dvärgstritar. Inga underarter finns listade i Catalogue of Life.